# Ascioplaga mimeta
Ascioplaga mimeta är en skalbaggsart som beskrevs av Arturs Neboiss 1984. Ascioplaga mimeta ingår i släktet Ascioplaga och familjen Cupedidae. Inga underarter finns listade i Catalogue of Life.